# Punto de extracción

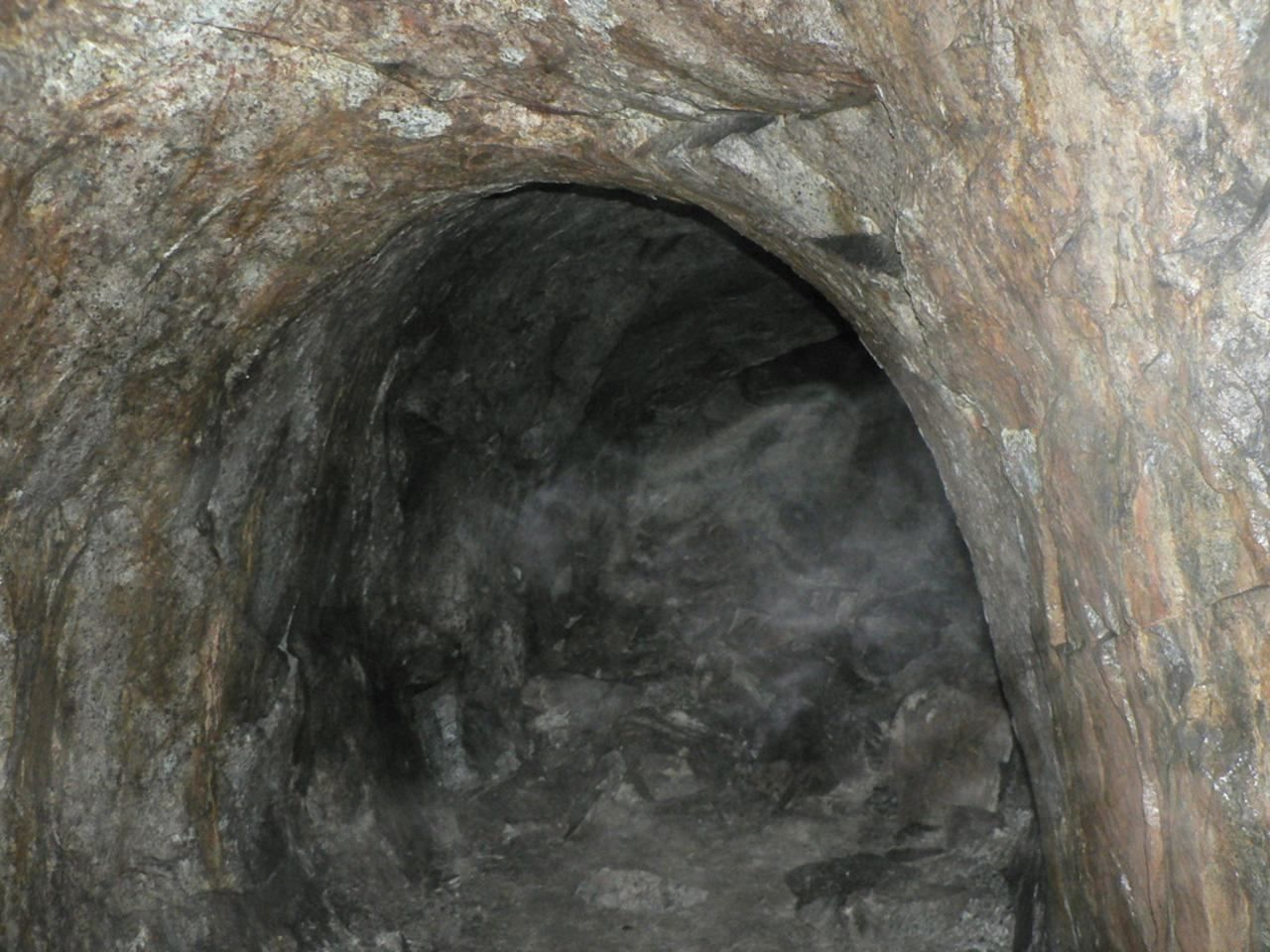
Un punto de extracción.

En minería, se conoce como punto de extracción al lugar físico por donde se realiza la extracción de mineral, en el de nivel de producción de una faena subterránea. Su objetivo es contener el mineral in situ previamente fragmentado, ya sea de manera artificial (voladura) o natural (hundimiento), para luego ser recolectado por un equipo o sistema de carga que posteriormente depositará el mineral en un sistema de transporte.
El diseño de un punto de extracción dependerá en primer lugar del método de explotación que se esté utilizando y de parámetros geomecánicos, que brinden soporte y estabilidad al área productiva.
Dentro de los principales problemas operacionales presentes en los puntos de extracción se encuentran las colgaduras, las cuales provocan interferencias en el flujo del material, producto de la compactación de material cohesivo o por la formación de arcos de roca estables. Este problema, además de interrumpir el proceso productivo del punto de extracción también trae consigo riesgos asociados a la seguridad del personal que se encuentra operando en el punto, debido al riesgo de colapso repentino del punto, impactando tanto a personal como maquinaria presente en el sector.